# Asaka
Pour les articles homonymes, voir Asaka (homonymie).
Asaka (朝霞市, Asaka-shi) est une ville de la préfecture de Saitama, au Japon.

## Toponymie
Le nom « Asaka » vient de celui du prince Yasuhiko Asaka, l'un des principaux protagonistes du massacre de Nankin.

## Géographie

### Situation
Asaka est située au sud de la préfecture de Saitama.

### Municipalités limitrophes
| Niiza, Shiki | Shiki | Saitama |
| Niiza        | Asaka | Toda    |
| Niiza        | Tokyo | Wakō    |

### Hydrographie
La ville est bordée par le fleuve Ara au nord-est.

### Démographie
En avril 2020, la population d'Asaka s'élevait à 142 996 habitants, répartis sur une superficie de 18,34 km2.

## Histoire
La région actuelle d'Asaka s'est développée le long de la route Kawagoe Kaidō. Durant l'époque d'Edo, elle était un centre de l'artisanat du cuivre. À la suite de l'établissement du système de municipalités modernes, le village moderne de Hizaori est créé le 1er avril 1889. Il est élevé au statut de bourg le 1er mai 1921 et rebaptisée Asaka en l'honneur du prince Yasuhiko Asaka. Asaka obtient au statut de ville le 15 mars 1967.

## Transports
La ville est desservie par la ligne Musashino de la JR East et la ligne Tōjō de la Tōbu.